# Rhyacophila kuramana
Rhyacophila kuramana är en nattsländeart som beskrevs av Tsuda 1942. Rhyacophila kuramana ingår i släktet Rhyacophila och familjen rovnattsländor. Inga underarter finns listade i Catalogue of Life.